# Lillsjön (Norbergs socken, Västmanland, 666786-151452)

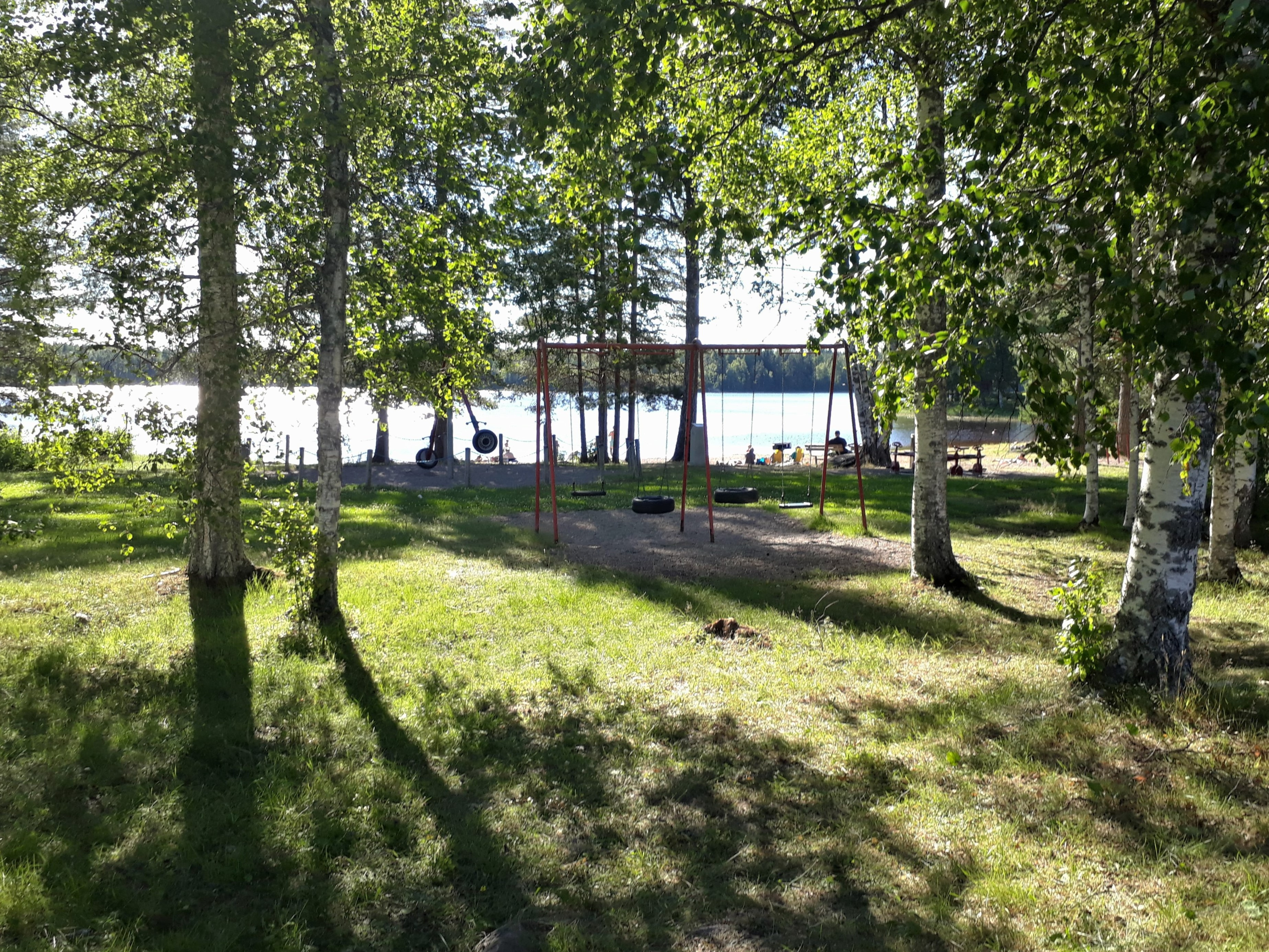
Lillsjöbadet

Lillsjön är en sjö ca 10 km från Avesta, men i Norbergs kommun i Västmanland, och ingår i Dalälvens huvudavrinningsområde. Sjön är 8,2 meter djup, har en yta på 0,323 kvadratkilometer och befinner sig 134,9 meter över havet. Vid sjön finns en kommunal badplats, vilken underhålls av Avesta kommun.

## Delavrinningsområde
Lillsjön ingår i det delavrinningsområde (666794-151646) som SMHI kallar för Mynnar i Dalälvens vattendragsyta. Medelhöjden är 132 meter över havet och ytan är 18,43 kvadratkilometer. Det finns ett avrinningsområde uppströms, och räknas det in blir den ackumulerade arean 38,5 kvadratkilometer. Vattendraget som avvattnar avrinningsområdet har biflödesordning 2, vilket innebär att vattnet flödar genom totalt 2 vattendrag innan det når havet efter 126 kilometer. Avrinningsområdet består mestadels av skog (66 procent). Avrinningsområdet har 0,4 kvadratkilometer vattenytor vilket ger det en sjöprocent på 2,2 procent. Bebyggelsen i området täcker en yta av 1,64 kvadratkilometer eller 9 procent av avrinningsområdet.